# Frota N do Metrô de São Paulo
A Frota N do Metrô de São Paulo é uma série de trens fabricados pela empresa BYD entre os anos de 2024 e 2025, para compor a frota de veículos que prestariam serviços na Linha 17 - Ouro. Essa é a segunda linha operada por trens do tipo Monotrilho do Estado de São Paulo.